# Musical Saracura
O Musical Saracura ou simplesmente Saracura é uma banda gaúcha e brasileira, fundada em 1978, em Porto Alegre. Foi a mais popular banda gaúcha na virada da década de 1970 para a década de 1980.  É um dos pioneiros do rock gaúcho, criando uma mistura de música regional com pop, seguindo a trilha aberta pelos Almôndegas, dos irmãos Kleiton e Kledir. 
A banda era formada por Nico Nicolaiewsky (teclado e voz), Sílvio Marques (guitarra e voz), Flávio “Chaminé” (baixo e voz) e Fernando Pezão (bateria). O grupo gravou apenas um disco, Saracura, em 1982. 
Dentre seus principais sucessos estão Xote da Amizade, Flor, Nada Mais e Marcou Bobeira. 

## Influência no rock gaúcho
Apesar de sua curta carreira, o trabalho do Musical Saracura é considerado como de grande influência na construção do pop rock gaúcho e é frequentemente citado como referência musical por reconhecidos músicos do Rio Grande do Sul, como Humberto Gessinger (Engenheiros do Hawaii), que fez uma longa homenagem a Nico Nicolaiewsky no texto "tche loco, que momento! que viagem!" em seu blog BloGessinger, Frank Jorge (Graforréia Xilarmônica), Arthur de Faria e Leandro Maia, dentre outros. 
Tida como a primeira banda a fazer turnês com estrutura profissional, o Musical Saracura também inovou reunindo representantes de destaque da música gaúcha. Nomes como Mário Barbará, Kledir Ramil e Cláudio Levitan são alguns que podem ser associados ao grupo.

## Discografia
- Saracura (1982)

## Prêmios e indicações

### Prêmio Açorianos
| Ano  | Categoria         | Indicação      | Resultado |
| ---- | ----------------- | -------------- | --------- |
| 2022 | Intérprete de MPB | Grupo Saracura | Indicado  |